# Kepler (sonda)
Kepler byla mise NASA, která měla za úkol hledat vzdálené exoplanety podobné Zemi. Odstartovala 7. března 2009 z floridské základny Cape Canaveral Air Force Station. Sonda váží 1 039 kilogramů a plánovaná délka mise byla 3,5 roku, protáhla se však na 9,5 roku. Během této doby dalekohled prozkoumal více než 100 tisíc hvězd v souhvězdí Labutě a souhvězdí Lyry. Kamera disponuje rozlišením 95 megapixelů. Mise byla pojmenovaná na počest Johannese Keplera.

## Technické vybavení

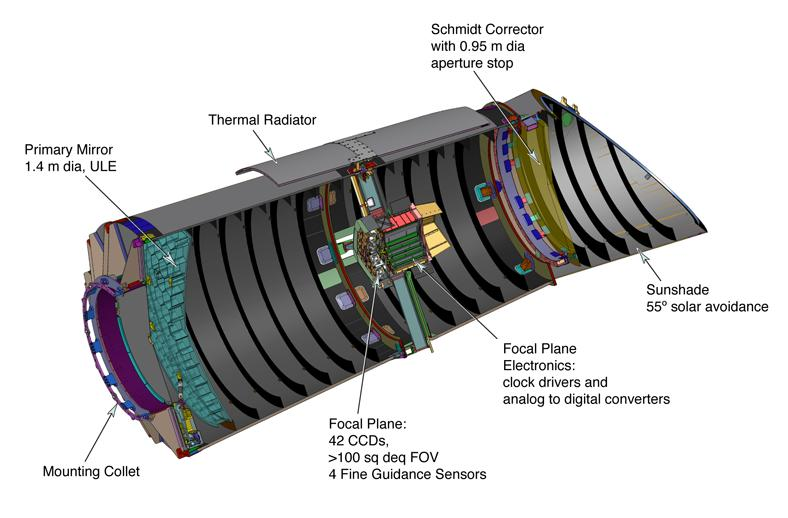
Popis družice

Sondu postavila americká firma Ball Aerospace & Technologies Corp, vývoj koordinovala s Jet Propulsion Laboratory (JPL). Sondu provozuje NASA Ames Research Center a koordinátorem celého programu Discovery je Goddardovo centrum pro vesmírné lety.
Kepler je tříose stabilizovaná družice o délce 4,7 m a s maximálním průměrem 2,7 m. Přístrojový úsek má tvar šestibokého hranolu. Na něm spočívá dlouhý, mírně kónický tubus dalekohledu. O přísun energie se stará panel fotovoltaických baterií s celkovou plochou 10,2 čtverečních metrů. Sluneční panely dodávají sondě (alespoň na začátku mise) 1,1 kW elektřiny. Na palubě je lithiumiontová akumulátorová baterie s kapacitou 20 Ah.
Sonda nese jeden jediný vědecký přístroj, zrcadlový dalekohled Schmidtova typu s průměrem hlavního zrcadla 1,4 metru. K dalekohledu je připojen fotometr s CCD prvky (42 modulů CCD 59 × 28 mm po 2200 × 1024 pixelech). Spektrální rozsah je 430 až 890 nm, rozsah hvězdných velikostí 9m až 16m. Fotometr je určen k měření změn intenzity záření (hvězdné velikosti) přibližně 100 tisíc hvězd k účelům detekce planet o velikosti srovnatelné se Zemí u Slunci podobných hvězd (spektrální třída G5) do vzdálenosti přibližně 3000 světelných let.
K záznamu dat využívá sonda polovodičovou paměť s kapacitou 16 Gbyte, která postačuje zhruba na 60 dní záznamu. Vědecká data jsou na Zemi předávána na povel rychlostí až 4,33 Mbit/s. Ke komunikaci využívá sonda parabolickou anténu s vysokým ziskem, dvě přijímací a dvě vysílací všesměrové antény.

## Průběh letu
Dosavadní průběh mise:
- 7. března 2009 – start, navedení na únikovou dráhu
- 9. března 2009 – překročení dráhy Měsíce
- 13. března 2009 – opuštění sféry gravitačního vlivu Země
- 8. dubna 2009 – odhození krytu tubusu dalekohledu
- 9. dubna 2009 – pořízení prvních zkušebních snímků
- 7. května 2009 – ukončení technických zkoušek, zahájení vědeckého programu
- 4. ledna 2010 – zveřejnění prvních vědeckých výsledků
- září 2012 – ukončení primární mise, možnost prodloužení o 30 měsíců[1]
- 15. května 2013 – bylo potvrzeno, že vypadl druhý ze čtyř gyroskopů, což znamenalo konec možnosti efektivně hledat exoplanety[5]
- začátek roku 2014 – byla spuštěna mise K2, při níž dalekohled, který je nutné v kosmickém prostoru stabilizovat, využíval tlaku slunečního záření a vlastních motorů. V důsledku toho však musel, jednou za tři měsíce, změnit své zorného pole (nasměrování). Nicméně mise v pozorování exoplanet pokračovala[6]
- rok 2019 – mise skončila, když dalekohledu došlo palivo pro zajištění stabilní orientace.

## Výsledky mise
Dne 4. ledna 2010 byly na výročním shromáždění American Astronomical Society zveřejněny první vědecké výsledky. Za 43 dní pozorování objevil Kepler pět exoplanet (Kepler-4b, Kepler-5b, Kepler-6b, Kepler-7b a Kepler-8b). Všechny spadají do kategorie planet typu horký Jupiter.
Další dvě potvrzené exoplanety (Kepler-9b a Kepler-9c), které dalekohled objevil, oznámili vědci 26. srpna téhož roku. Obě obíhají okolo jedné hvězdy. V systému navíc možná vyskytuje i třetí exoplaneta, jejíž poloměr se odhaduje na 1,5 Země. Její existence však zatím nebyla potvrzena.
V lednu 2011 prezentovala NASA další výsledky mise Kepler. Byl zveřejněn seznam čítající stovky hvězd, u kterých se pravděpodobně nachází exoplanety. Jedním z těchto hvězdných systémů je Kepler-11, ve kterém zřejmě krouží kolem centrální hvězdy až šest planet, což byl v době zveřejnění objevu největší počet exoplanet v jediném hvězdném systému. Nedávno předtím byla také prezentována existence doposud nejmenší objevené skalnaté exoplanety Kepler 10b.
Sonda také objevila první exoplanetu obíhající dvojhvězdu, jedná se o exoplanetu Kepler-16b.
Zajímavým objevem bylo nalezení soustavy KOI-730 se čtyřmi planetami, kde dvě obíhají téměř po jedné orbitě.

### Odhady počtu exoplanet
Jedním z cílů mise Kepler je i odhadnout, kolik hvězd má kolem sebe planety. Podle výsledků za první rok a půl činnosti dalekohledu může kolem 1,4 až 2,7 % hvězd podobných Slunci obíhat planeta podobná Zemi. Celkově pak může kolem všech hvězd naší Galaxie kroužit 500 miliónů až 50 miliard planet. Dle vyjádření americké NASA z roku 2014 založené na pozorování teleskopu Kepler je dokonce možné, že každá hvězda má kolem sebe minimálně jednu planetu.